# Brest Business School
Brest Business School o BBS (in precedenza École supérieure de commerce Bretagne Brest) è una business school fondata a Brest nel 1962. La scuola è sviluppata fino a uno campus europei: Brest. La scuola è accreditata Conférence des grandes écoles.

## Laureato famoso
- Laury Thilleman, una modella francese eletta sessantaquattresima Miss Francia il 4 dicembre 2010[3]